# Devon
Devon ou, raramente, Devónia (português europeu) ou Devônia (português brasileiro), é um grande condado no sudoeste da Inglaterra. É por vezes referido como Devonshire, embora esse seja um nome não-oficial, raramente utilizado no próprio condado e muitas vezes indicando um contexto tradicional ou histórico. O condado faz fronteira com a Cornualha, a oeste, e Somerset e Dorset, a leste. Sua costa sul confina com o Canal da Mancha e a costa norte com o Canal de Bristol.
Devon é o quarto maior dos condados ingleses e possui uma população de 1.141.600 habitantes. A sua capital é a cidade de Exeter e o condado possui duas unidades administrativas independentes: o porto da cidade de Plymouth e a conurbação de Torbay à beira-mar, além do Conselho do Condado de Devon. Plymouth é também a maior cidade de Devon. Grande parte do condado é área rural (incluindo um parque nacional), com uma densidade populacional baixa para os padrões britânicos. Ele contém Dartmoor, com 954 km², o maior espaço aberto no sul da Inglaterra.
O condado abriga parte do único sítio natural da Inglaterra declarado Patrimônio Mundial pela UNESCO, a costa de Dorset e a costa leste de Devon, conhecido como Costa do Jurássico por sua geologia e características geográficas. Também possui a Braunton Burrows, reserva da biosfera da UNESCO, um complexo de dunas no norte do condado. Juntamente com sua vizinha, a Cornualha, Devon é conhecido como Maciço Cornubiano. Sua geologia deu origem às paisagens de Bodmin Moor, Dartmoor e Exmoor, sendo os dois últimos parques nacionais. Devon tem balneários e cidades e vilas históricas, paisagem rural e um clima ameno, o que atrai turistas, um setor importante de sua economia.

## História

### Toponímia
O nome Devon deriva do nome dos povos celtas que habitavam a península sudoeste da Grã-Bretanha na época da invasão romana em 50 d.C., conhecidos como Dumnônios, que se acredita significar "os moradores do vale profundo". Nas línguas celtas britânicas Devon é conhecido como Dyfnaint (em galês), Devnent (em bretão) e Dewnans (em córnico).
William Camden descreveu Devon em 1607 como sendo uma parte de um país mais velho e maior, que no passado incluía a Cornualha:
| “ | Essa região, que, de acordo com os geógrafos, é a primeira [formada] em toda Britânia, e, tornando-se cada vez mais reduzida, estendeu-se mais em direção ao Ocidente, [...] foi em tempos antigos habitada por aqueles britânicos a quem Solinus chamou de Dunmonii, [...] Mas esta nação nos dias de hoje está dividida em duas partes, conhecidas mais tarde pelos nomes Cornualha e Denshire, [...] | ” |
|   | — William Camden, Britannia. |   |

Há alguma controvérsia sobre o uso de Devonshire em vez de Devon, e não há o reconhecimento oficial do termo Devonshire nos tempos modernos, com exceção do nome dos Regimentos Devonshire e Dorset. Uma teoria errônea é de que o sufixo "shire" é devido a um erro de grafia na confecção da carta patente original para o Duque de Devonshire, residente em Derbyshire. No entanto, existem referências a "Defenascire" nos textos anglo-saxões de antes de 1000 d.C., que seria traduzida como "Shire: Região dos Devonianos", que se traduz em inglês moderno como "Devonshire". O termo Devonshire pode ter-se originado por volta do século VIII, quando mudou de Dumnônia (latim) para Defenascir.

### Ocupação humana
Devon foi uma das primeiras áreas a serem ocupadas pelo homem no que hoje é a Inglaterra após o fim da última era glacial. Imagina-se que Dartmoor foi colonizada por povos caçadores-coletores do Mesolítico em cerca de 6000 a.C. Os romanos ocuparam militarmente a área por cerca de 250 anos. Mais tarde, a área tornou-se uma fronteira entre a Dumnônia britânica e o Wessex anglo-saxão, e foi largamente absorvido por Wessex em meados do século IX. A fronteira com a Cornualha foi criada pelo rei Athelstan, na margem leste do rio Tamar, em 936 d.C.
Devon também teve destaque na maioria dos conflitos civis na Inglaterra desde a Conquista Normanda, incluindo a Guerra das Rosas, a revolta de Perkin Warbeck em 1497, a revolta do Livro de Orações de 1549, e a Guerra Civil Inglesa. A chegada de Guilherme de Orange para iniciar a Revolução Gloriosa de 1688 teve lugar em Brixham.
Devon produz estanho, cobre e outros metais desde tempos antigos. Os mineiros de estanho de Devon gozavam de um elevado grau de independência através do Parlamento do Estanho de Devon, que remontava ao século XII. Sua última sessão foi registrada em 1748.

## Economia e indústria
Como sua vizinha, a Cornualha, Devon é economicamente desfavorecido em relação a outras partes do sul da Inglaterra, devido ao declínio de uma série de indústrias de base, nomeadamente a pesca, mineração e agricultura. Consequentemente, a maior parte de Devon se qualificou dentro do status de Objetivo 2 da Comunidade Europeia. A agricultura tem sido importante em Devon desde o século XIX. Em 2001 uma crise prejudicou gravemente a comunidade agrícola.

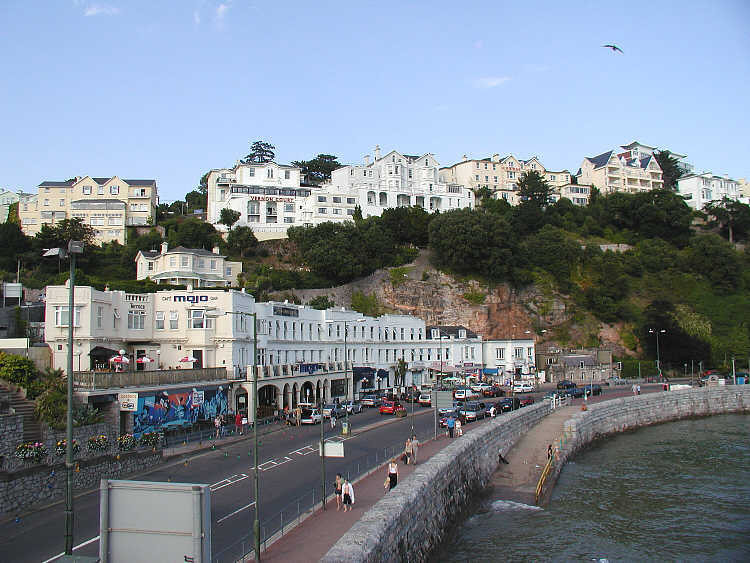
Parte da frente-marítima de Torquay, sul de Devon, com maré alta.

O atraente estilo de vida da região tem atraído novas indústrias que não são fortemente dependentes de localização geográfica especial[carece de fontes?]; Dartmoor, por exemplo, tem visto recentemente um aumento significativo na porcentagem de seus habitantes envolvidos no setor dos serviços financeiros. Em 2003 o Met Office, o serviço britânico nacional e internacional de meteorologia, mudou-se para Exeter. Devon é um condado rural, com as vantagens e os desafios característicos destas regiões. Apesar disso, sua economia é também fortemente influenciada pelos seus dois principais centros urbanos, Plymouth e Exeter.[carece de fontes?]
Desde o surgimento de resorts à beira-mar, com a chegada das ferrovias no século XIX, a economia de Devon tem sido fortemente dependente do turismo. A economia do condado acompanhou a tendência de declínio dos balneários marítimos britânicos em meados do século XX, com alguma recuperação recente. Para este renascimento contribuiu a designação de grande parte da zona rural de Devon e da costa como parques nacionais de Dartmoor e Exmoor, e da Costa do Jurássico e da Paisagem Mineira da Cornualha e Devon Ocidental como Patrimônio da Humanidade. Em 2004, a receita turística do condado foi de £ 1,2 bilhão.

## Geografia e geologia

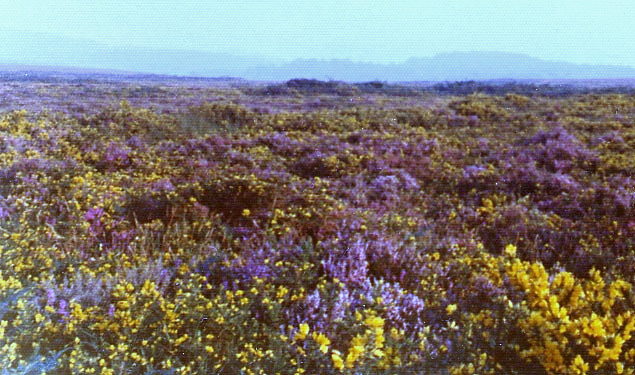
Charneca em Woodbury Common no sudeste de Devon.

As principais formações geológicas de Devon são a Devoniana, no norte de Devon, sul de Devon e estendendo-se para a Cornualha; o batólito granilítico de Dartmoor, no centro de Devon; e os Estratos de colmo, também se estendendo para o norte da Cornualha. Existem pequenos remanescentes de rochas pré-devonianas, na costa sul de Devon.
Devon deu seu nome a uma era geológica: a era Devoniana, assim chamada por causa da abundância de pedra calcária cinza encontrada no local. Foi Roderick Murchison e Adam Sedgwick quem originalmente designou o período Devoniano:  após uma pesquisa que realizaram em Devon, mais especificamente em Torbay, eles encontraram alguns fósseis marinhos incomuns nas pedras calcárias da Pedreira de Lummaton e foi esta descoberta que levou o período a se tornar conhecido mundialmente como Devoniano.
Toda a região central de Devon é ocupada pela maior área de rochas ígneas do Sudoeste da Inglaterra (South West England): Dartmoor. O terceiro principal sistema de rochas de Devon são os estratos de colmo, uma formação geológica do período carbonífero que ocorre principalmente em Devon e na Cornualha. Os estratos são assim chamados ou pela presença ocasional de um carvão macio e coberto de fuligem, conhecido em Devon como colmo, ou pelas deformações comumente encontradas nas camadas. Esta formação se estende de Bideford a Bude, na Cornualha, e contribui para uma paisagem mais suave, mais verde e  mais arredondada. Também é encontrado nos limites oeste, norte e leste de Dartmoor.

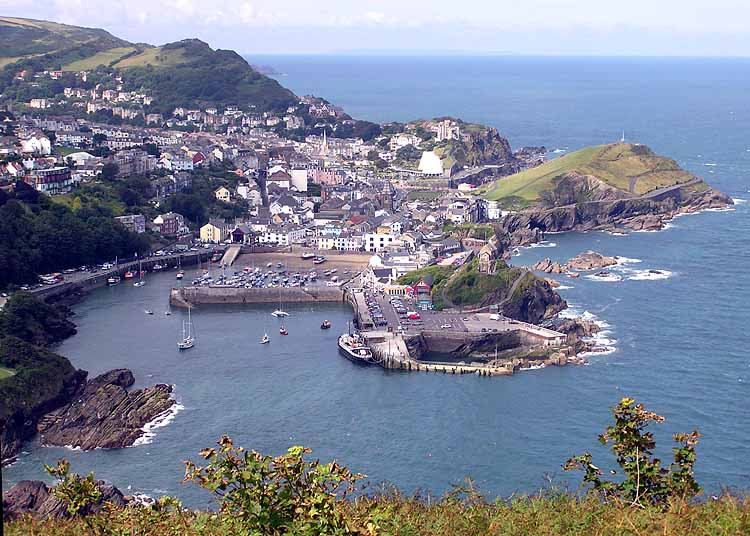
Ilfracombe, na costa do distrito de North Devon.

Devon é o único condado da Inglaterra a ter dois litorais separados; o Caminho da Costa Sudoeste (South West Coast Path) percorre toda a extensão de ambos, cerca de 65% deste é chamado Patrimônio da Costa (Heritage Coast). Devon possui mais quilometragem de estradas do que qualquer outro condado da Inglaterra. As ilhas de Lundy e Eddystone também fazem parte de Devon.
No interior, o Parque Nacional de Dartmoor, encontra-se inteiramente em Devon, e o Parque Nacional de Exmoor fica em Devon e Somerset. Além destas áreas de alta charneca, o condado possui um atrativo cenário rural ondulado e aldeias com casas de palha e cob. Todas essas características fazem de Devon um destino de férias popular.
No Sul de Devon, a paisagem é composta por colinas onduladas pontilhadas de pequenas cidades, como Dartmouth, Ivybridge, Kingsbridge, Salcombe e Totnes. As cidades de Torquay e Paignton são os principais balneários do litoral sul. East Devon possui os primeiros balneários desenvolvidos no condado, Exmouth e Sidmouth (cidade georgiana mais sofisticada), sedes do conselho distrital de East Devon. Exmouth fica na extremidade ocidental da Costa Jurássica (Jurassic Coast) (Patrimônio Mundial). Outra atração notável é a linha ferroviária costeira (South Devon Railway) entre a cidade de Newton Abbot e o estuário do rio Exe: os rochedos de arenito vermelho e a vista do mar são impressionantes, com a linha ferroviária e as praias muito próximas.
O Norte de Devon é bastante rural com poucas cidades importantes exceto Barnstaple, Great Torrington, Bideford e Ilfracombe. A costa de Exmoor em Devon possui as mais altas falésias do sul da Grã-Bretanha, culminando nas Falésias de Hangman (Hangman Cliffs ou Great Hangman), com 318 m de hogback e 250 m de face, localizadas próximo a baía de Combe Martin. Sua falésia irmã é a Pequena Hangman (Little Hangman) com 218 m, que desponta no lado oeste da costa de Exmoor. Uma das características da costa do Norte de Devon é que a Baía de Bideford e a península Hartland Point são ambas face oeste, com litoral de face para o Atlântico, de modo que a combinação do vento de alto mar (leste) com o swell do Atlântico produz excelentes condições para o surfe. As praias da Baía de Bideford (Woolacombe, Saunton, Westward Ho! e Croyde), juntamente com partes do norte da Cornualha e sul do País de Gales, são os principais centros de surfe na Grã-Bretanha.

### Clima
Devon possui um clima ameno, fortemente influenciado pela Corrente Norte-Atlântica. No inverno, a neve é relativamente incomum longe das terras altas, embora haja exceções, como a nevasca de fevereiro de 2009. O condado possui verões geralmente quentes, em comparação com o restante do Reino Unido, devido à sua localização ao sul.
| Médias meteorológicas para Devon     | Médias meteorológicas para Devon | Médias meteorológicas para Devon | Médias meteorológicas para Devon | Médias meteorológicas para Devon | Médias meteorológicas para Devon | Médias meteorológicas para Devon | Médias meteorológicas para Devon | Médias meteorológicas para Devon | Médias meteorológicas para Devon | Médias meteorológicas para Devon | Médias meteorológicas para Devon | Médias meteorológicas para Devon | Médias meteorológicas para Devon |
| Mês                                  | Jan                              | Fev                              | Mar                              | Abr                              | Mai                              | Jun                              | Jul                              | Ago                              | Set                              | Out                              | Nov                              | Dez                              | Ano                              |
| ------------------------------------ | -------------------------------- | -------------------------------- | -------------------------------- | -------------------------------- | -------------------------------- | -------------------------------- | -------------------------------- | -------------------------------- | -------------------------------- | -------------------------------- | -------------------------------- | -------------------------------- | -------------------------------- |
| Média alta °F                        | 46                               | 46                               | 50                               | 54                               | 59                               | 64                               | 66                               | 66                               | 64                               | 59                               | 52                               | 48                               | 56                               |
| Média baixa °F                       | 39                               | 39                               | 41                               | 43                               | 46                               | 52                               | 55                               | 55                               | 54                               | 48                               | 45                               | 41                               | 46                               |
| Média alta °C                        | 8                                | 8                                | 10                               | 12                               | 15                               | 18                               | 19                               | 19                               | 18                               | 15                               | 11                               | 9                                | 13,5                             |
| Média baixa °C                       | 4                                | 4                                | 5                                | 6                                | 8                                | 11                               | 13                               | 13                               | 12                               | 9                                | 7                                | 5                                | 8                                |
| Fonte: {{{fonte}}} {{{acesso_data}}} |                                  |                                  |                                  |                                  |                                  |                                  |                                  |                                  |                                  |                                  |                                  |                                  |                                  |

### Ecologia

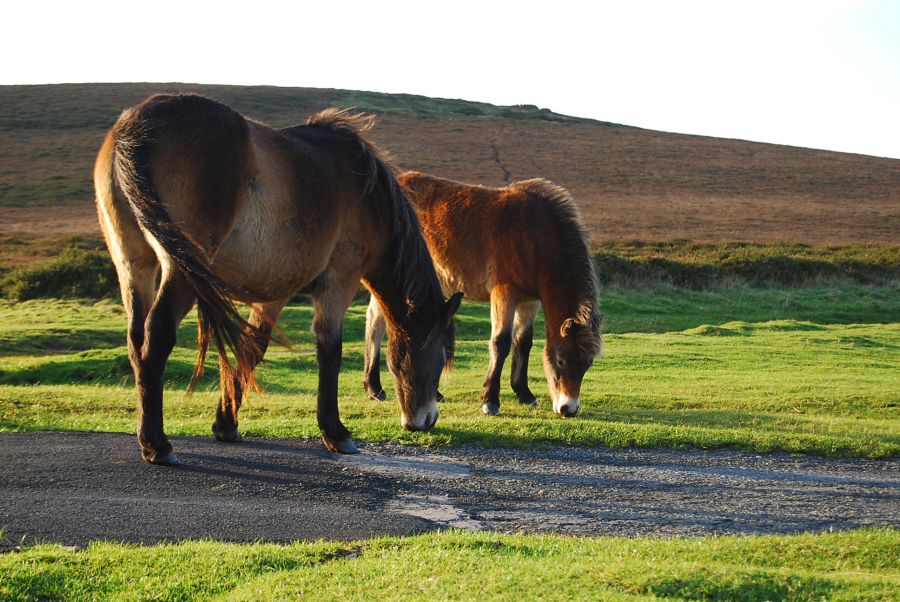
Pôneis pastando em Exmoor próximo a Brendon, norte de Devon.

A variedade de habitats significa que existe uma grande variedade de vida selvagem. Um desafio popular entre os observadores de pássaros é encontrar mais de 100 espécies no condado em um dia. A vida selvagem do condado é protegida por várias instituições, como a ONG Wildlife Trust de Devon, uma instituição que cuida de 40 reservas naturais. A Associação de Observação de Pássaros e Preservação de Devon (Devon Bird Watching and Preservation Society - DBWPS) é uma associação de pássaros do condado com uma longa e notável história que remonta a 1928. É dedicada ao estudo e à preservação de aves selvagens e cuida de diversas áreas, tais como Beesands Ley. Há também a RSPB, que possui reservas no condado, bem como a English Nature, que cuidam de várias reservas, como a reserva Dawlish Warren. A botânica do município é muito diversificada e inclui algumas espécies raras não encontradas em outras partes das ilhas britânicas, apenas na Cornualha. Relatórios botânicos tiveram início no século XVII, há o Flora Devoniensis, de Jones e Kingston de 1829, e o Flora de Devon, de Keble Martin Keble e Fraser de 1939. Há uma descrição geral de W. P. Hiern e outros na História do Condado da Victoria e Devon (The Victoria History of the County of Devon), vol. 1 (1906), páginas 55 a 130, com mapa. Devon é dividido em dois vice-condados watsoniano: norte e sul, o limite é uma linha irregular, que passa, aproximadamente, pela parte superior de Dartmoor e depois para o leste ao longo do canal.
A elevação das temperaturas levaram Devon a se tornar o primeiro lugar da Grã-Bretanha moderna a cultivar azeitonas comercialmente.

## Política e administração

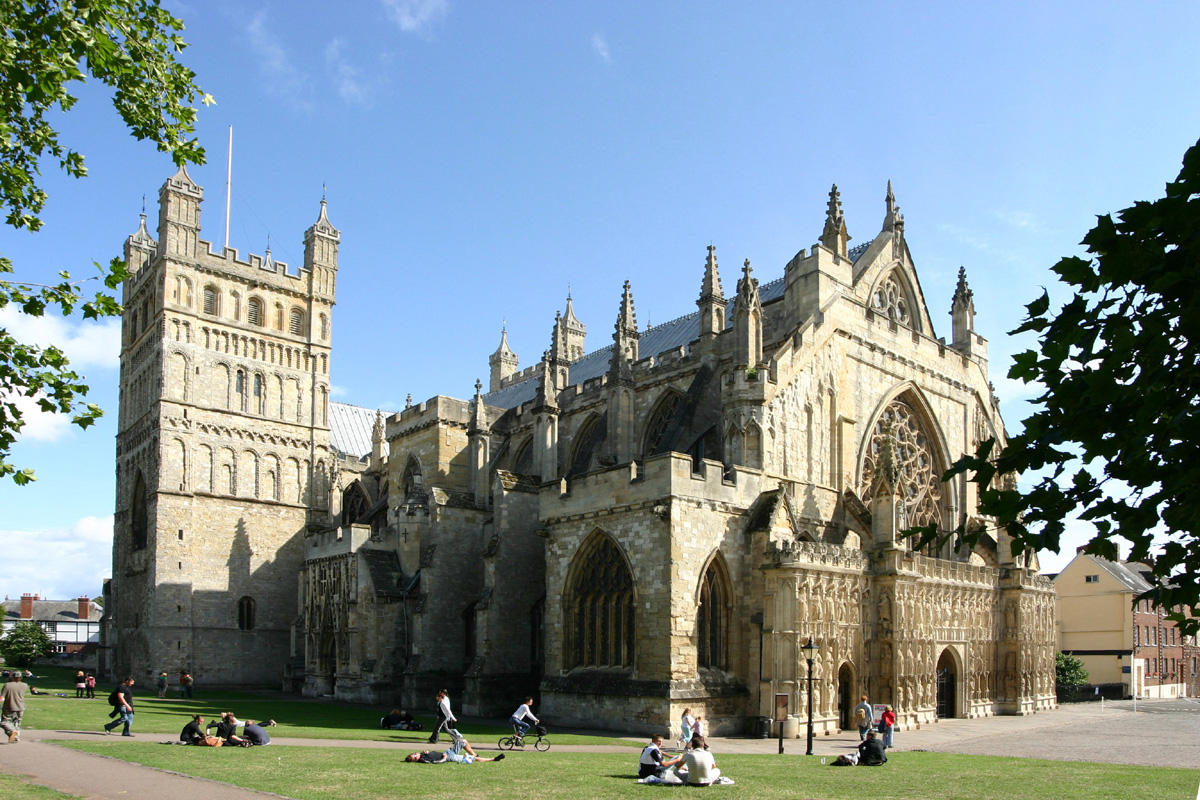
Catedral de Exeter.

A sede administrativa de Devon é a cidade de Exeter. A maior cidade em Devon, Plymouth, e a conurbação de Torbay (incluindo Torquay, Paignton e Brixham) são autoridades unitárias (Unitary authorities), desde 1998, separadas do restante de Devon que é administrado pelo Conselho do Condado de Devon (Devon County Council) para fins de governo local.
O Conselho do Condado de Devon é controlado pelos Conservadores, e a representação política dos seus 62 conselheiros são: 41 Conservadores, 14 Liberais Democratas, quatro Trabalhistas, dois Independentes e um Verde. A nível nacional, Devon possui sete Deputados Conservadores, dois Liberais Democratas e dois Trabalhistas.
Hundreds
Historicamente, Devon era dividiva em 32 hundreds: Axminster, Bampton, Black Torrington, Braunton, Cliston, Coleridge, Colyton, Crediton, East Budleigh, Ermington, Exminster, Fremington, Halberton, Hartland, Hayridge, Haytor, Hemyock, Lifton, North Tawton and Winkleigh, Ottery, Plympton, Roborough, Shebbear, Shirwell, South Molton, Stanborough, Tavistock, Teignbridge, Tiverton, West Budleigh, Witheridge e Wonford.